# Barschel-affären

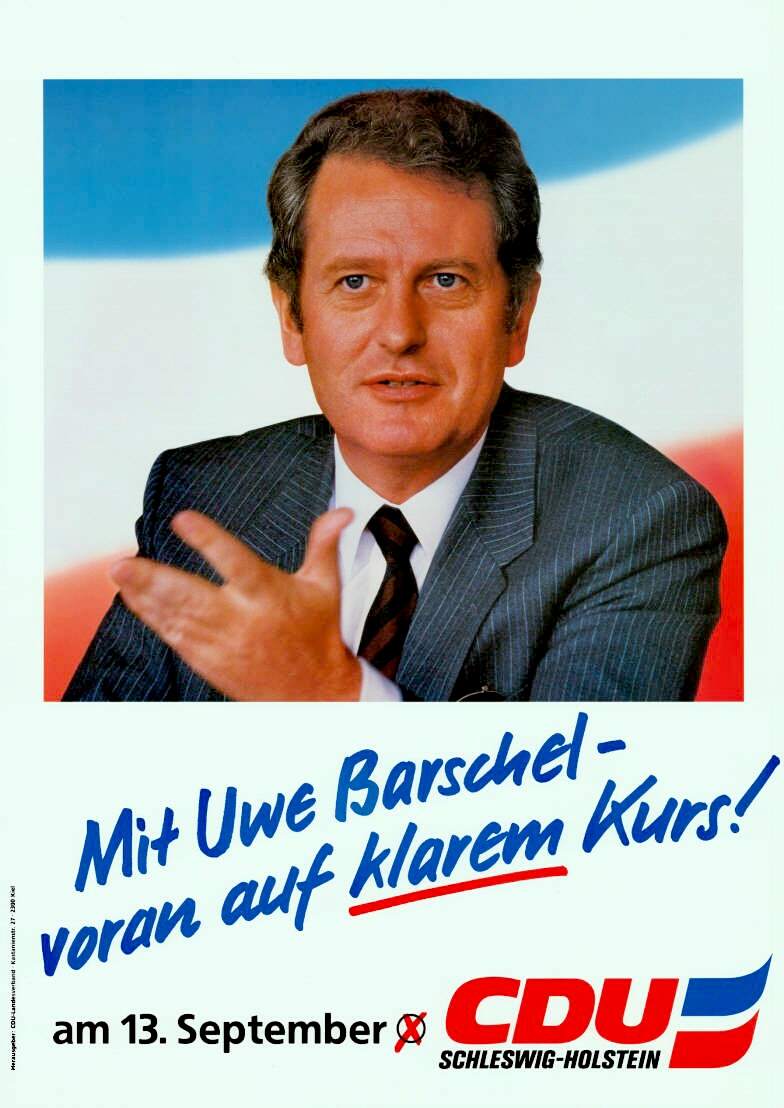
Uwe Barschel på valaffisch från 1987.

Barschel-affären (tyska: Barschel-Affäre) kallas en politisk skandal i förbundslandet Schleswig-Holstein i dåvarande Västtyskland, som uppdagades 1987. Den fick sitt namn efter den dåvarande ministerpresidenten Uwe Barschel (CDU) och handlade om försök att manipulera politiska motståndare, däribland SPD:s Björn Engholm, i samband med valkampanjen för delstatsvalet 1987. Affären blev även känd som Kielaffären och Waterkantgate. Den ses som en av de största politiska skandalerna i Tyskland. 

## Affären
CDU hade inför 1987 regerat i delstaten sedan 1950 och valkampanjen blev hätsk. I CDU:s kansli arbetade journalisten Reiner Pfeiffer som ansvarig för kontakter med media. Pfeiffer agerade för att smutskasta politiska motståndare, bland annat genom att anonymt anmäla Engholm för skattebrott. Han lät även detektiver övervaka Engholm för att få fram saker ur hans privatliv. Han utgav sig också för att vara läkare och kontaktade Engholm och påstod sig ha uppgifter om att Engholm kunde bära på AIDS-viruset. Pfeiffer lyckades också genom falska påståenden splittra Unabhängige Wählergemeinschaft Schleswig-Holstein (UWSH), en borgerlig utmanare till CDU:s absoluta majoritet. Pfeiffer hävdade att han hade fått order av Barschel som uppdragsgivare men detta har aldrig kunnat bevisats helt och Pfeiffer har ifrågasatts. 
Den 7 september 1987 publicerade Der Spiegel uppgifterna om att Engholm skuggats av detektiver och anonymt anmälts för skattebrott. Två dagar senare fick Der Spiegel veta att det var Pfeiffer som låg bakom aktionerna och den 14 september publicerades uppgifterna; Pfeiffer hade då berättat att han fått uppdraget av Barschel. Efter publiceringen strax innan valet anklagades Der Spiegel av CDU för att försöka påverka valet. Den 18 september 1987 följde en presskonferens där Barschel slog tillbaka mot anklagelserna och gav sitt hedersord på att det rörde sig om falska anklagelser. Den 2 oktober 1987 följde Barschels avgång som ministerpresident sedan ytterligare tvivel uppkommit och Der Spiegel publicerat ytterligare artiklar. Nio dagar senare påträffades Barschel död på ett hotell i Genève.